# Minds
Pour les articles homonymes, voir Minds (homonymie).
Minds est un réseau social américain open source, fondé par Bill (en) et John Ottman et Mark Harding et dont le siège est à New York,,. Des membres du collectif hacktiviste Anonymous ont signifié leur appui à Minds pour sa nature, en raison de ses principes fondés sur la transparence et le respect de la vie privée.

## Histoire
Minds a été fondée par Bill Ottman, John Ottman et Mark Harding en 2014, et ouvert au public en juin 2015. Le conseil consultatif Minds est représenté par l'activiste américain de l'Internet Lori Fena (en), l'auteur Daniel Pinchbeck (en), Nguyen Anh Tuan et du Forum mondial de Boston[réf. souhaitée]. Le service est développé par Minds Inc.
En juin 2017, la société a réuni plus d'un million de dollars sur une offre de financement participatif.
Le 28 mars 2018, le réseau social Minds Crypto a été lancé sur les appareils mobiles et sur le Web. En octobre 2018, Minds a recueilli un financement de 6 millions de dollars de Medici Ventures, une filiale d'Overstock.com.